# Lando Calrissian
Landonis Balthazar „Lando” Calrissian III este un personaj fictiv din franciza Războiul stelelor. El a apărut prima dată în Imperiul contraatacă (1980) ca un vechi prieten al lui Han Solo și administrator al orașului plutitor Cloud City de pe planeta gazoasă Bespin. Înainte de evenimentele din film, Lando a avut o carieră ca jucător de noroc, escroc, playboy, inginer minier și om de afaceri și a fost proprietarul lui Millennium Falcon până când a pierdut nava în fața lui Han la un pariu. În film, când Cloud City este amenințat de Imperiul Galactic, Lando îl trădează fără tragere de inimă pe Han în fața lui Darth Vader, dar mai târziu se răscumpără ajutându-i pe prietenii lui Han să scape de Imperiu. În Întoarcerea lui Jedi (1983), după ce a devenit general în Alianța Rebelilor, Lando ajută la salvarea lui Han din mâinile lui Jabba Hutt și conduce atacul asupra celei de-a doua Stele a Morții.

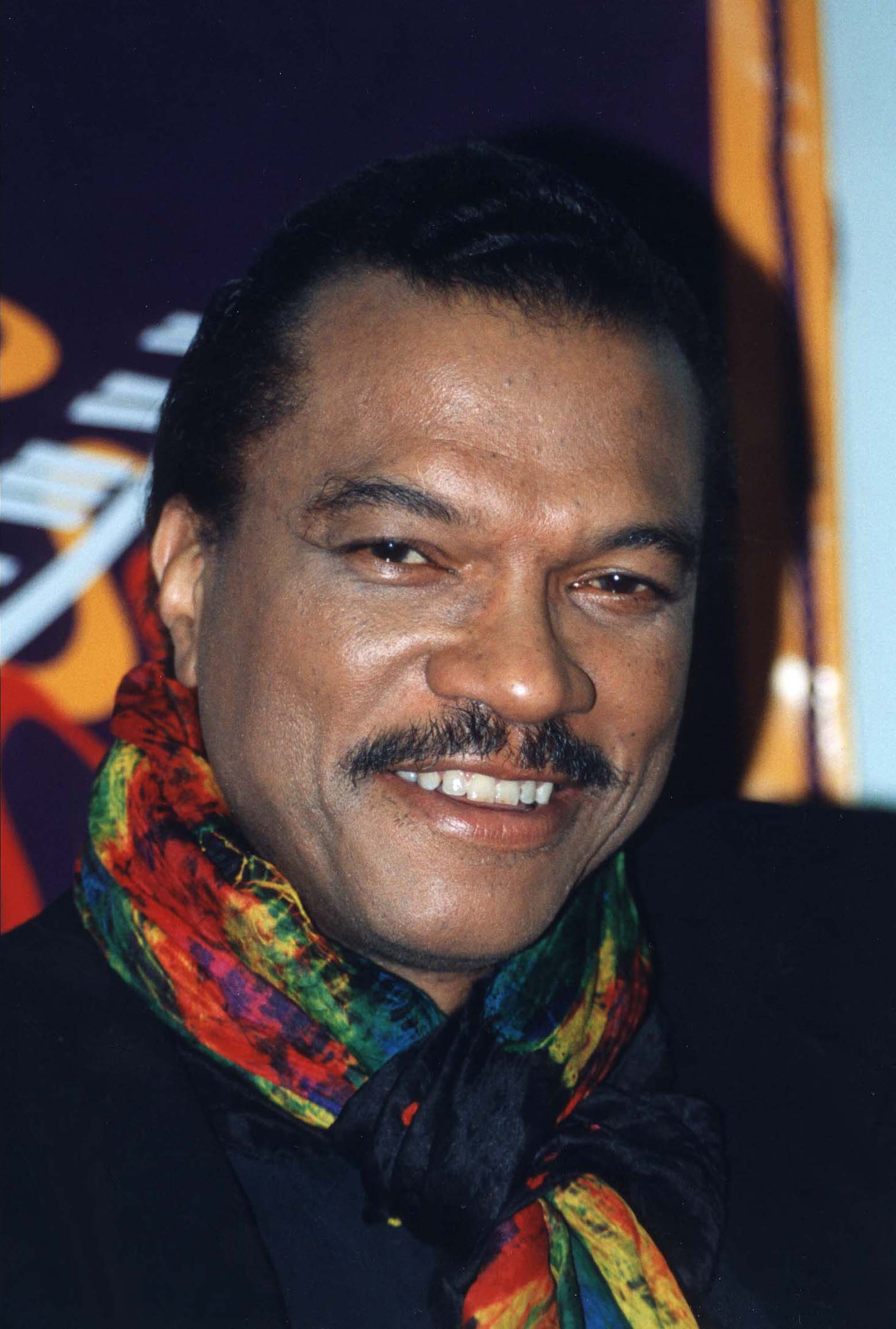
Billy Dee Williams în 1997

Lando este interpretat de Billy Dee Williams⁠(d) în trilogia originală, precum și în continuarea filmului Ascensiunea lui Skywalker (2019), marcând unul dintre cele mai lungi intervale dintre portretizările unui personaj de către același actor din istoria filmului american. Donald Glover⁠(d) a portretizat o versiune mai tânără a personajului în filmul de sine stătător Solo: O poveste Star Wars (2018), care descrie începuturile prieteniei sale cu Han. Lando apare frecvent și în universul extins Războiul stelelor în romane, benzi desenate și jocuri video, inclusiv există o serie de romane concentrate asupra lui.
Personajul a devenit unul dintre cele mai populare ale francizei, iar interpretarea lui Billy Dee Williams a fost foarte apreciată. Interpretarea lui Donald Glover din Solo a fost, de asemenea, bine primită, fiind salutată ca unul dintre cele mai importante momente ale filmului. Williams a fost nominalizat de două ori la Premiul Saturn pentru cel mai bun actor într-un rol secundar pentru interpretările sale din Imperiul contraatacă și Întoarcerea lui Jedi.